# 朝陽科技大學波錠紀念圖書館
朝陽科技大學波錠紀念圖書館（英語：Poding Memorial Library, CYUT）是朝陽科技大學附設的大學圖書館，服務該校教職員生使用，同時也提供社區民眾借閱服務。為一棟地下一層，地上七層之建築，總面積15,888平方公尺。
1999年4月2日開館，同年9月中部地區遭逢九二一大地震，該館規劃圖書館自動化管理為目標，提供多元化智慧服務。為持續推廣創新數位科技，建構智慧圖書資訊服務，波錠紀念圖書館導入OCLC WMS雲端圖書館自動化系統，運用雲端技術降低硬體維運成本，提高資訊安全保障，同時運用API整合週邊系統，提升圖書館行動化服務，整併實體館藏與電子資源管理功能，強化業務運作效率。此外，朝陽科大波錠圖書館館藏同步儲存於國際合作平台WorldCat，大幅增加國際曝光度，吸引來自美國、墨西哥、日本、越南、中國大陸等研究者申請國際館際合作與文件傳遞服務；同時引領讀者體驗新興科技，打造無所不在的智慧圖書館，提昇圖書館智慧化服務的效能，朝向全球化的整合性資源通道邁進，加強與國際圖書館專業交流，備受肯定。

## 歷史
- 1994年10月11日 朝陽技術學院圖書館開館，以校內之教學大樓三樓為臨時館舍，分為參考暨期刊室、書庫、自修室三部份。
- 1996年11月 朝陽技術學院圖書館新增西文書庫，並於綜合大樓八樓設立分館。
- 1997年 朝陽技術學院奉中華民國教育部核定改名為「朝陽科技大學」。
- 1997年6月28日 朝陽科技大學圖書館動工興建新館。
- 1999年3月27日 朝陽科技大學圖書館新館完工，為紀念該校創辦人楊天生之雙親（父親楊阿波、母親張錠），故將新館命名為「波錠紀念圖書館」。
- 1999年4月2日 波錠紀念圖書館正式啟用。相較於原館，波錠紀念圖書館規劃了圖書館自動化設施，以及更多可容納書籍之空間。[1]
- 2003年11月 《朝陽科技大學圖書館電子報》發行。
- 2005年8月 中部聯盟跨校讀者管理系統啟用。
- 2007年3月 異質資料庫整合檢索系統上線。
- 2008年2月 休閒圖書區閱讀空間改善。
- 2010年10月 本校機構典藏系統啟用。
- 2011年8月 iSpace多元學習空間啟用。
- 2014年9月 百大專業經典圖書區暨親閱讀雜誌區啟用。
- 2015年9月 空間座位預約管理系統、自助還書機啟用，提供24小時還書服務。
- 2016年11月 導入資源探索服務。
- 2017年8月 圖書安全暨人次流量管理系統啟用。
- 2017年10月 數位多媒體互動體驗區啟用，提供VR．創客等 數位科技體驗。
- 2018年8月 無障礙自動閘門組暨互動智能討論設備啟用。
- 2019年8月 1樓討論室空間改善暨互動智能討論設備啟用、5樓多媒體服務櫃檯暨檢索訓練教室空間改善、入選國際圖書館協會聯盟(IFLA)年會海報展。
- 2020年6月 1樓iSpace樓梯間空間改善。
- 2020年8月 圖書館大門口空間改善、iSpace電腦區改善。
- 2020年9月 5樓多媒體區團體視聽室改善。
- 2021年8月 無障礙自助借書機、多元支付影印/列印服務、新版中部聯盟館跨校申請管理系統啟用。
- 2021年9月 2樓主題書展區、讀享室、5樓電影聆賞區啟用。
- 2022年8月 5樓多功能影音室啟用、雲端圖書館自動化系統(WMS)上線啟用。
- 2023年6月 入選美國圖書館學會(ALA)年會海報展。
- 2023年8月 1樓三創主題圖書區及討論室空間改善、2樓升學就業資料區及教師指定參考書區空間改善、入選美國圖書館學會(ALA)年會海報展。
- 2024年3月 2樓SDGs永續閱讀區啟用。

## 歷任館長
| 姓名   | 任期                  |
| ------ | --------------------- |
| 黃焜煌 | 1996年2月 — 2000年7月 |
| 李麗華 | 2000年8月 — 2003年7月 |
| 王淑卿 | 2003年8月 — 2005年7月 |
| 林正堅 | 2005年8月 — 2007年7月 |
| 張鐵軍 | 2007年8月 — 2009年7月 |
| 張純莉 | 2009年8月 — 2012年7月 |
| 王振勳 | 2012年8月 — 2014年7月 |
| 楊伏夷 | 2014年8月 — 2015年7月 |
| 朱鴻棋 | 2015年8月 — 迄今      |

## 館藏統計
統計日期：2024年8月12日

## 服務項目
| | |
| - 館內閱覽服務 - 圖書借閱服務 - 圖書續借服務 - 圖書預約服務 - 參考諮詢服務 - 資訊檢索服務 - 電子資源 - 館際合作 - 跨校借閱 | - 教師指定參考書 - 多媒體服務 - 閱讀推廣活動 - 圖書館利用教育課程 - 複印服務 - 圖書協尋服務 - 自助還書服務 - 提供有線及無線上網服務 |

## 樓層配置
| 一樓／   | 閱覽室、演講廳、密集書庫、iSpace、學科指導教授服務 |
| 二樓／   | 校史館、借還書服務、資訊檢索區、主題書展區、SDGs永續閱讀區、百大專業經典圖書區、教職員生著作區、升學就業資料區、教師指定參考書區、機場捷運案專區、讀享室、學科指導教授服務、自助還書設備 |
| 三樓／   | 波錠紀念廳、期刊區、親閱讀雜誌區、過期報紙區、參考書區 |
| 四樓／   | 西方語文圖書區、中文及東方語文圖書區、設計專區 |
| 五樓／   | 多媒體服務區、VR創客體驗區、休閒圖書區、檢索訓練教室、團體視聽室、電影聆賞區、多功能影音室                                                                                               |
| 六樓／   | 中文及東方語文圖書區、討論室 |
| 七樓／   | 教師研究室 |
| 地下室／ | 停車場 |

## 相關連結
- 朝陽科技大學

## 外部連結
- 波錠紀念圖書館 （页面存档备份，存于）